# Grzędzin
Grzędzin (dodatkowa nazwa w j. niem. Grzendzin) – wieś w Polsce położona w województwie opolskim, w powiecie kędzierzyńsko-kozielskim, w gminie Polska Cerekiew.
We wsi znajduje się: sklep spożywczo-przemysłowy, filia gminnej biblioteki, dom spotkań, ochotnicza straż pożarna.
Wieś posiada unikatową w skali województwa zabudowę placową.

## Nazwa
Nazwa miejscowości wywodzi się od polskiej nazwy określającej grząski, bagnisty grunt. Heinrich Adamy w swoim dziele o nazwach miejscowych na Śląsku wydanym w 1888 roku we Wrocławiu jako najstarszą nazwę miejscowości wymienia Grzędzyn podając jej znaczenie "Sumpfplatz" czyli "Bagno". Pierwotna nazwa została później przez Niemców fonetycznie zgermanizowana na Grzendzin tracąc swoje pierwotne znaczenie. W 1936 dotychczasową nazwę urzędową Grzendzin władze hitlerowskie zmieniły na Grenzburg, zaś po wojnie nazwano wieś obecną nazwą.

### Historia
Osada Grzędzin jest wzmiankowana w 1264 r.
Od końca XVIII w. do 1933 r. na wizerunku pieczęci gminnej widniał chłop trzymający w prawej ręce cep, w lewej kosę.

### Zabytki
Neogotycki kościół parafialny pw. św. Piotra i Pawła wybudowany w 1874 r. W barokowym ołtarzu bocznym z początku XVIII w. zbudowanego w kształcie ramy z bogatą dekoracją o motywach akantowych z rzeźbami puttów, aniołów i gołębicy Ducha Św. umieszczony jest barokowy obraz Matki Boskiej Wspomożenia. Uwagę zwraca kamienna chrzcielnica z 1539 r. z ośmioboczną pokrywą miedzianą.Ponadto w kościele podziwiać można barokową rzeźbę Jana Chrzciciela, rokokową monstrancję z 2 połowy XVII w. oraz rokokowy relikwiarz z końca wieku XVIII.